# Astrotricha ledifolia
Astrotricha ledifolia là một loài thực vật có hoa trong Họ Cuồng. Loài này được DC. mô tả khoa học đầu tiên năm 1829.